# Corrine, Corrina
Corrine, Corrina (lub Corrina, Corrina) – tradycyjna bluesowa piosenka z 1928 roku, której autorami w wersji pierwotnej byli tekściarz Mitchell Parish, afroamerykański producent muzyczny J. Mayo Williams i Bo Carter. W 1962 roku Bob Dylan nagrał folkową aranżację utworu; tę wersję wydano na drugim albumie muzyka The Freewheelin’ Bob Dylan (1963).

## Geneza utworu
Utwór „Corrine Corrina” powstał pod koniec lat 20. XX wieku, który stał się popularny w kręgach bluesmanów. Pod różnymi tytułami i w różnych wersjach piosenka nagrywana była wiele razy zarówno przez najbardziej znanych wykonawców, jak i tych nierozpoznawalnych.
Badacze historii bluesa z reguły uważają, iż „Corinna, Corinna” należy do całej rodziny piosenek utworzonych od słynnego bluesa „C.C. Rider” znanego także jako „See See Rider”. Standard jest równocześnie jedną z najbardziej znaczących kompozycji w amerykańskim kanonie muzyki folkowej.
W listopadzie 1928 roku w Nowym Orleanie została nagrana pierwotna wersja utworu „Corrine, Corrina”, firmowana przez Charliego McCoya i Armentera „Bo” Chatmana. „Bo” Chatman, znany także jako Bo Carter był muzykiem związanym z grupą Mississippi Sheiks.

## Inne wersje

### Wersje Dylana
Pierwsze znane nagranie tej piosenki przez Boba Dylana pochodzi z klubu „Gerde’s Folk City” w Nowym Jorku i zostało ono zrobione w kwietniu lub maju 1962.
Ze względu na wielką liczbę nagrań trudno znaleźć wykonania, które na niego wpłynęły. Sam w tekście na okładce albumu wspomina Lonniego Johnsona.
Ponieważ Dylan nieco zmienił tekst utworu tu wpływ miał na niego blues „Stones in My Passway” Roberta Johnsona.
Wersja albumowa Dylana nie naśladuje pogodnych wykonań tego utworu przez tzw. jug bandy. Jego interpretacja jest raczej pełnym refleksji wspomnieniem kobiety, której cień jest przywoływany przez samo śpiewanie tej piosenki.
Dylan, przygotowując album The Freewheelin’ Bob Dylan, nagrał ten utwór na trzech z ośmiu sesji:
- pierwsza wersja – sesja z 24 kwietnia 1962; jest to solowe akustyczne wykonanie piosenki, bardzo mocno bluesowe, dość dramatyczne i smutne. Powstały co najmniej dwa nagrania
- druga wersja – sesja z 26 października tego samego roku; za sugestią producenta Johna Hammonda Dylan nagrał tę wersję z muzykami; byli to: Richard Wellstood (pianino); Bruce Langhorne (gitara); Howie Collins (gitara); Leonard Gaskin (bas); Herb Lovelle (perkusja); jedno z dwu nagrań zostało stroną B singla „Mixed Up Confusion”
- trzecia wersja – sesja z 14 listopada 1962; powstało co najmniej 7 nagrań i trzecie trafiło na album; tak jak poprzednia wersja, jest to wykonanie folkrockowe częściowo z tymi samymi muzykami; byli nimi: Richard Welstood, Bruce Langhorne, Howie Collins, George Barnes (gitara); Gene Ramey (bas)

Są to wszystkie znane wykonania tej kompozycji nagrane przez Dylana.
- Bluesman James „Boodle It” Wiggins nagrał tę piosenkę jako „Corinne, Corinne Blues” pod koniec 1929 roku w Grafton w stanie Wisconsin
- Duet Tampa Red & Georgia Tom nagrali tę kompozycję pod tytułem „Corrine Corrina” 23 grudnia 1929
- Mississippi Sheiks nagrali tę piosenkę jako „Alberta Blues” 17 lutego 1930
- Mississippi Sheiks nagrali utwór jako „Sweet Maggie” w San Antonio (Teksas) 27 marca 1934
- Jimmie Gordon & His Vip Vop Band nagrali swoją wersję zatytułowaną „Alberta, Alberta” 12 maja 1938
- Art Tatum nagrał kompozycję, która ukazała się na albumie Art Tatum 1940–1944 wydanym w 1995
- Big Joe Turner nagrał piosenkę jako „Corrine Corrina” 24 lutego 1956 w Nowym Jorku.
- Lightnin’ Hopkins dokonał nagrania 13 lipca 1959 w Houston (Teksas) pod tytułem „Corinne Corinna”
- Jimmy Witherspoon nagrał utwór jako „Corina-Corine”, który zarejestrowano 2 grudnia 1959 podczas koncertu
- Ray Petersen – jego wersja jako „Corinna, Corinna” stała się przebojem w 1960; singiel, który wyprodukował Phil Spector[4] dotarł do 9. miejsca na liście Hot 100 amerykańskiego magazynu „Billboard”[5]
- Mississippi John Hurt – Today (1966); jako „Corrina, Corrina”, nagr. 23 lipca 1963 w Waszyngtonie
- Mansce Lipscomb – Mama Don’t Allow (1996); jako „Corinna, Corinna”, nagr. w Navasota, st. Teksas w 1965
- Muddy Waters – Hoochie Coochie Man Live! (1996); także jako „Corine, Corina”, nagr. 22/23 czerwca 1966 w Chicago
- 1969: Steppenwolf – Early Steppenwolf
- 1973: Doc Watson – Then and Now
- 1995: Bill Monroe – Bluegrass 1970–79
- 1986: Bob Wills & the Texas Playboys – Tiffany Transcriptions, Volume 2
- 1988: Marianne Faithfull – Rich Kid Blues
- 1998: Dean Martin – Country Dino